# Mehamn
Mehamn (samisch Donjevuotna, kvenisch Meehamina) ist eine Ortschaft in der norwegischen Kommune Gamvik in der Provinz (Fylke) Finnmark. Der Ort stellt das Verwaltungszentrum von Gamvik dar und hat 725 Einwohner (Stand: 1. Januar 2024).

## Geografie
Mehamn ist ein sogenannter Tettsted, also eine Ansiedlung, die für statistische Zwecke als eine Ortschaft gewertet wird. Der Ort liegt im Norden der Nordkinnhalbinsel (norwegisch Nordkinnhalvøya) an der Küste der Barentssee am Fjord Mehamnfjorden (nordsamisch Donjevuotna). Bei Mehamn mündet der Fluss Mehamnelva in die Barentssee.

## Klima
Das Klima in Mehamn ist subpolar, mit warmen und kurzen Sommern und nicht strenger Kälte im Winter. Obwohl es auf einem Breitengrad von 71° N liegt, ist es aufgrund des Einflusses des Golfstroms viel wärmer als andere Gebiete auf demselben Breitengrad. Die Durchschnittstemperatur im Sommer beträgt etwa 11 °C und kann manchmal 24 °C erreichen. Im Winter sinkt die Durchschnittstemperatur auf −4 °C und kann bei starker Kälte auf −16 °C sinken. Der höchste Temperaturrekord war 31,2 °C, der am 19. Juli 2018 aufgezeichnet wurde, und die niedrigste Temperatur wurde am 26. Januar 1999 aufgezeichnet, die −22 °C betrug.
|                        | Jan   | Feb   | Mär   | Apr   | Mai  | Jun  | Jul  | Aug  | Sep  | Okt   | Nov   | Dez   |   |       |
| Mittl. Temperatur (°C) | −4,1  | −4,5  | −3,3  | −0,8  | 3,4  | 7,6  | 11,1 | 10,7 | 7,6  | 2,6   | −1,1  | −2,7  | ⌀ | 2,2   |
| Mittl. Tagesmax. (°C)  | −2,1  | −2,4  | −1,3  | 1,2   | 5,4  | 9,7  | 13,4 | 12,3 | 9,7  | 4,3   | 0,8   | −0,7  | ⌀ | 4,2   |
| Rekordmaximum (°C)     | 8,0   | 7,0   | 7,0   | 12,0  | 19,0 | 29,0 | 31,2 | 28,0 | 22,0 | 17,0  | 10,0  | 9,0   | ᐃ | 31,2  |
| Mittl. Tagesmin. (°C)  | −6,2  | −6,7  | −5,4  | −2,8  | 1,5  | 5,6  | 9,0  | 7,9  | 5,6  | 0,9   | −3,0  | −4,7  | ⌀ | 0,2   |
| Rekordminimum (°C)     | −22,0 | −21,1 | −18,0 | −15,0 | −8,0 | −1,0 | 2,6  | −0,7 | −4,0 | −13,0 | −14,0 | −17,0 | ᐁ | −22,0 |
|                        |       |       |       |       |      |      |      |      |      |       |       |       |   |       |
| Niederschlag (mm)      | 42,0  | 32,6  | 43,3  | 33,4  | 18,4 | 6,9  | 9,2  | 6,7  | 15,2 | 27,0  | 39,6  | 33,5  | Σ | 307,8 |

| −6,2 |

| −6,7 |

| −5,4 |

| −2,8 |

| 1,5 |

| 5,6 |

| 9,0 |

| 7,9 |

| 5,6 |

| 0,9 |

| −3,0 |

| −4,7 |

| −6,2 |

| −6,7 |

| −5,4 |

| −2,8 |

| 1,5 |

| 5,6 |

| 9,0 |

| 7,9 |

| 5,6 |

| 0,9 |

| −3,0 |

| −4,7 |

| N i e d e r s c h l a g | 42,0 | 32,6 | 43,3 | 33,4 | 18,4 | 6,9 | 9,2 | 6,7 | 15,2 | 27,0 | 39,6 | 33,5 |
|                         | Jan  | Feb  | Mär  | Apr  | Mai  | Jun | Jul | Aug | Sep  | Okt  | Nov  | Dez  |

## Geschichte

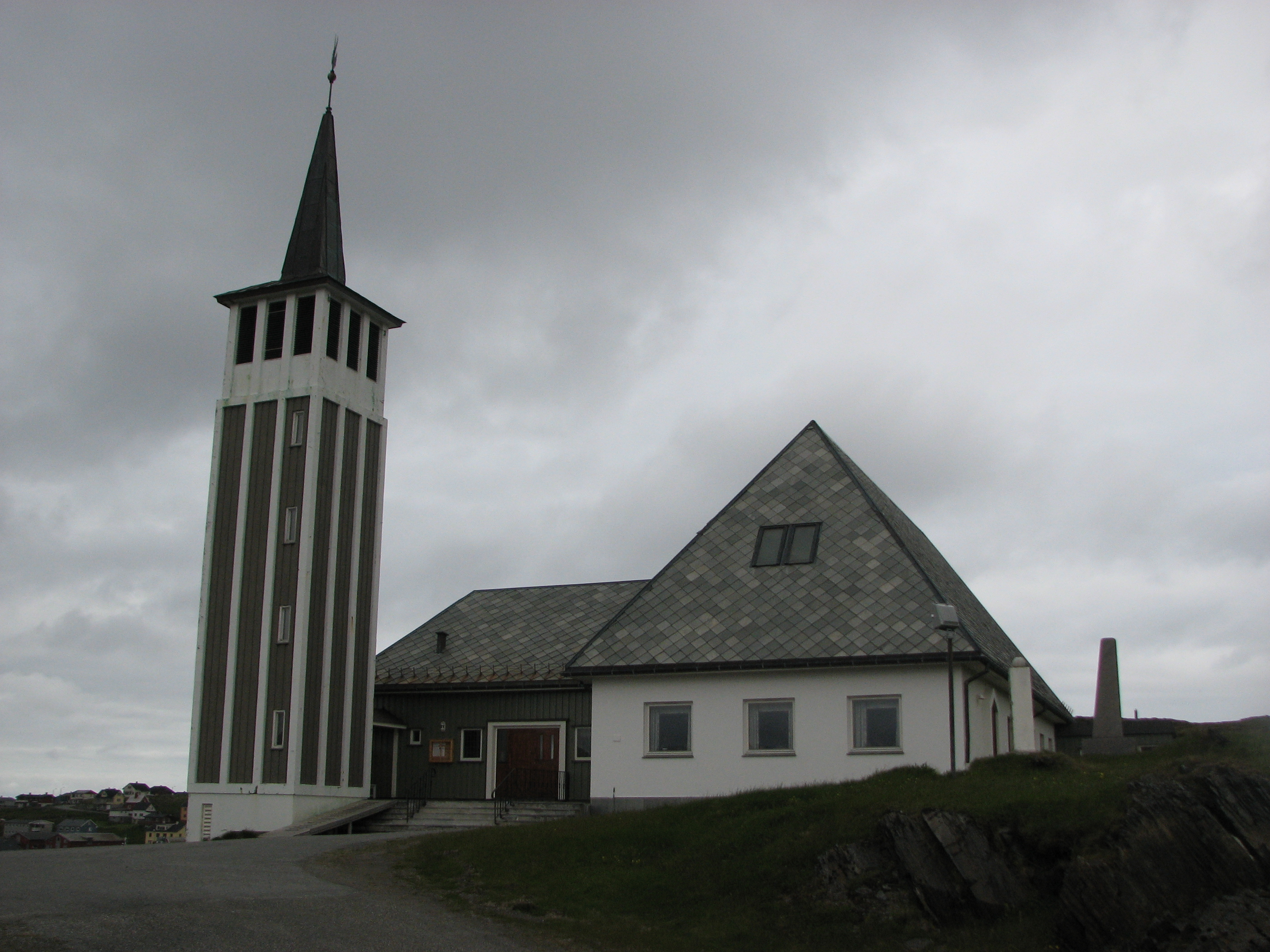
Kirche in Mehamn

Mehamn wurde erstmals im Sommer 1819 dauerhaft besiedelt. Bis zum Ersten Weltkrieg war Mehamn ein Zentrum des Pomorhandels, der Handelstätigkeit zwischen nordnorwegischen und russischen Händlern. Der Walfangmagnat Svend Foyn gründete 1885 eine Walfangstation in Mehamn. Die Station wurde im Juni 1903 im Rahmen des Mehamnopprøret (deutsch Mehamn-Aufruhr) von lokalen Fischern zerstört. An dem Protest waren über 1000 Fischer beteiligt. Die Fischer hatten in der steigenden Zahl an gefangenen Walen den Grund für den Einbruch in der küstennahen Fischerei gesehen, da sie davon ausgingen, dass die Wale die Fische Richtung Land treiben. Mit dem zunehmenden Walfang, so glaubten die Fischer, ging der Fischbestand in Küstennähe zurück.
Während des Zweiten Weltkriegs wurden beim Rückzug der deutschen Truppen aus der Finnmark fast sämtliche Gebäude zerstört. Die Zerstörung war Teil der Kriegstaktik Verbrannte Erde. Es folgte ein Wiederaufbau.
Die Mehamn kirke wurde 1965 fertiggestellt. Die Kirche steht auf einer Anhöhe über der restlichen Siedlung.

## Wirtschaft
Die Einwohner Mehamns leben überwiegend vom Fischfang und der fischverarbeitenden Industrie.

## Verkehr

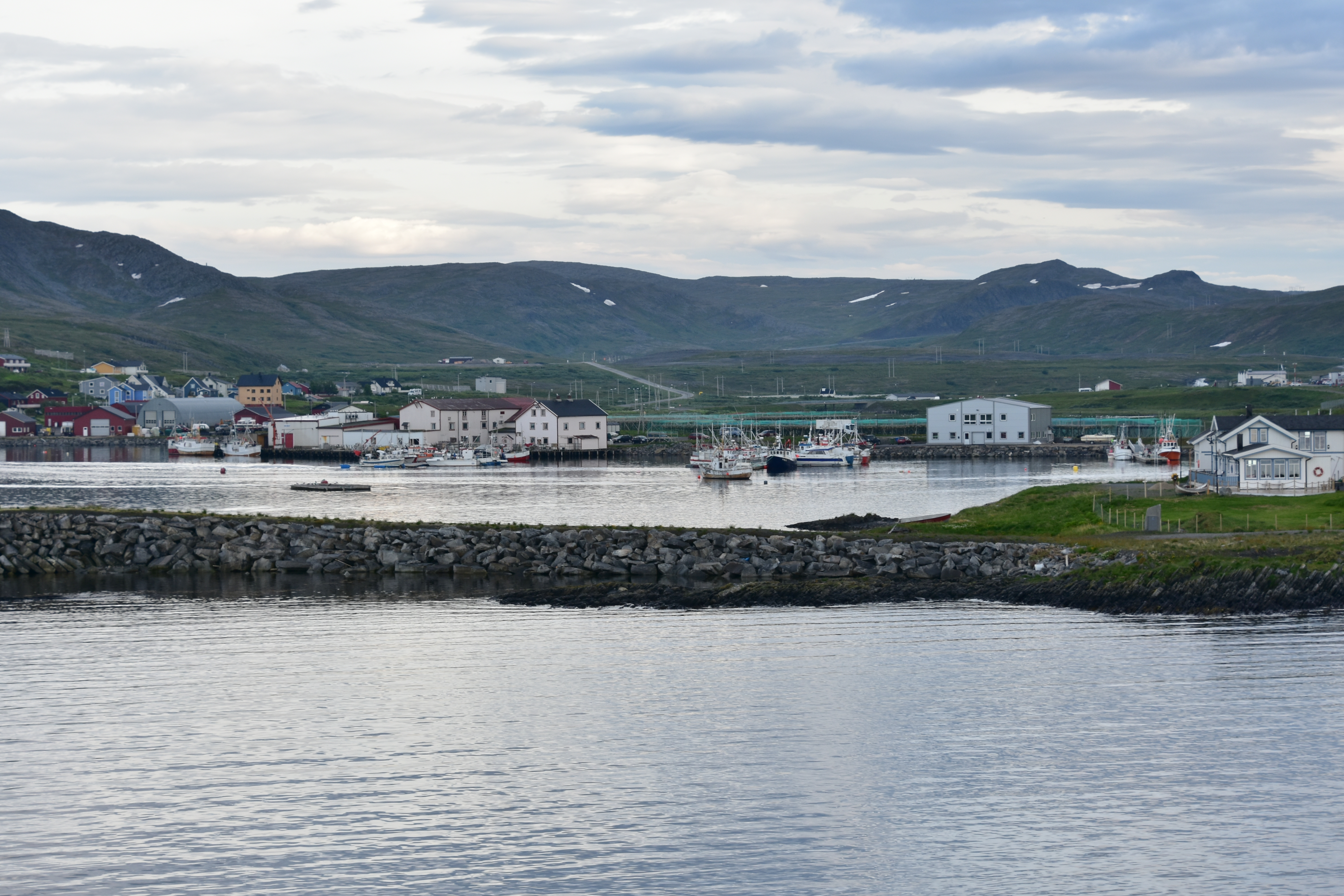
Der Hafen

Auf Mehamn führt von Süden kommend der Fylkesvei 888 zu. Bei Mehamn zweigt der Fylkesvei 8072 in den Osten, zur Ortschaft Gamvik an der Nordostküste hin, ab. Im Winter ist die Kommune und somit auch Mehamn häufig vom restlichen Straßennetz abgeschnitten, da die Straßen gesperrt werden. Der Hafen von Mehamn ist die nördlichste Anlaufstelle der Hurtigruten.
Einige Kilometer südlich von Mehamn liegt der Flughafen Mehamn (Mehamn lufthavn). Am 11. März 1982 stürzte beim Widerøe-Flug 933 eine de Havilland Canada DHC-6 (DHC-6 Twin Otter) auf dem Weg vom Flughafen Berlevåg über dem Meer ab. Das Flugzeug wurde zwei Tage später gefunden, alle 15 Passagiere kamen bei dem Unglück ums Leben. Die Ursache für das Unglück konnte nicht geklärt werden. Der Fall wurde mehrfach untersucht, da unter anderem ein Zusammenhang mit einer zugleich stattfindenden NATO-Übung vermutet wurde. Der Vorfall wird im Norwegischen auch als „Mehamn-ulykken“ (deutsch Mehamn-Unglück) bezeichnet.